# Concerto pour piano no 3 de Tchaïkovski
Pour un article plus général, voir Concerto pour piano.
Pour les articles homonymes, voir Concerto pour piano (homonymie).
Le Concerto pour piano no 3 de Piotr Ilitch Tchaïkovski est une œuvre au destin singulier et plus ou moins reconstruite, par le compositeur lui-même puis par Sergueï Taneiev, qui avait été son élève.

## Origine et composition
L'origine du Troisième concerto se trouve dans la Symphonie en mi bémol que Tchaïkovski avait esquissée puis abandonnée en 1892. Tchaïkovski en reprit les esquisses plus tard, le 23 juin 1893, décidé à transformer sa symphonie abandonnée en un futur Troisième concerto pour piano. Il travailla en même temps, en l'été 1893, sur la Symphonie pathétique et sur ce concerto.
L'intention de Tchaïkovski était bien à l'origine de faire une œuvre en trois mouvements, mais il s'aperçut que la composition prenait une trop grande ampleur et décida de ne conserver que le premier mouvement (Allegro brillante), tel un « Allegro de concert ou un Concertstück » (lettre à Siloti du 25 septembre 1893). Le 3 octobre, le mouvement était entièrement terminé, et Tchaïkovski le dédia au pianiste Louis Diémer. Il en réalisa même une réduction pour deux pianos.
Confiant dans l'opinion de son élève Sergueï Taneiev, il lui montra le mouvement, prêt à le détruire si Taneiev ne l'appréciait pas. Malgré les réserves de celui-ci quant au manque de virtuosité de la pièce, Tchaïkovski conserva l'œuvre. La note sur la fin de la partition (« fin du premier mouvement ») peut laisser penser que Tchaïkovski avait encore une fois changé d'avis, et décidé de faire un véritable concerto en trois mouvements ; il mourut toutefois peu après, le 18 novembre 1893.

## Andante et Finale
À l'été 1894, sur la demande de Modest Tchaïkovski, Taneiev revit les manuscrits non publiés de Tchaïkovski. Il trouva les deux mouvements laissés par le compositeur, non orchestrés mais réduits pour piano, correspondant aux deuxième et quatrième mouvements de la Symphonie en mi bémol majeur. Il décida de les remanier en forme concertante, et procéda à leur orchestration. La tâche était de taille, et Taneiev ne la mena à bien qu'au cours de l'année 1896.
La question de la forme sous laquelle publier ces deux mouvements séparés, puisque le premier avait été publié en tant que Troisième Concerto pour piano (après avoir été complété et légèrement révisé) en octobre 1894 avec l’Opus 75, fut longuement débattue. Les deux mouvements furent finalement édités sous le titre d’Andante et Finale, op.79 en 1897.
Le premier mouvement fut créé à Saint-Pétersbourg le 7 janvier 1895 par Taneiev au piano sous la direction de Napravnik. L'Andante et Finale fut créé lui le 8 février 1896 par Taneiev avec Felix Blumenfeld.